# Hermann Bollé

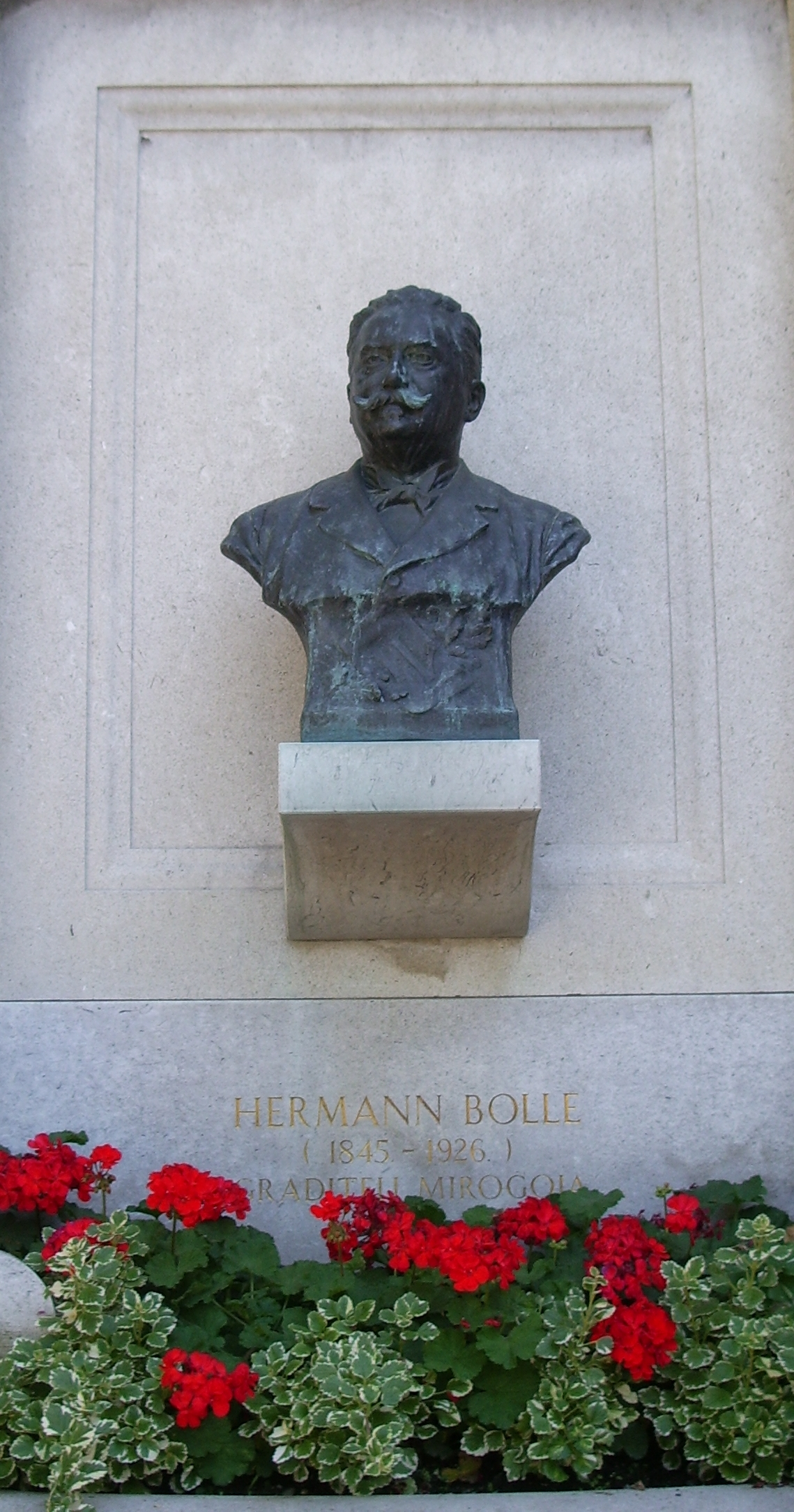
Büste von Hermann Bollé am Mirogoj

Hermann Bollé (* 18. September 1845 in Köln; † 17. Juli 1926 in Zagreb), französisch-deutscher Herkunft, war einer der wichtigsten Architekten in Kroatien.

## Leben
Nach Abschluss der berufsbildenden Schule für Bauwesen war er Mitarbeiter im Atelier des Kölner Architekten Heinrich Wiethase, wo er an Projekten für Kirchen und Sakralbauten beteiligt war. Ab 1872 studierte er Architektur an der Wiener Kunstakademie und arbeitete parallel dazu im Atelier des berühmten österreichischen Architekten und Dombaumeisters Friedrich von Schmidt. In den Jahren 1875 und 1876 hielt er sich in Italien auf, wo er den Bischof Josef Georg Strossmayer sowie Isidor Kršnjavi kennenlernte. Dieses Treffen lenkte seinen Lebensweg nach Kroatien. Schon 1876 kam er nach Đakovo, wo er nach dem Tod des Architekten Carl Roesner den Bau der Kathedrale zum Hl. Peter übernahm.
Im gleichen Jahr führte er die Restaurierung der Zagreber St.-Markus-Kirche nach den Plänen von Schmidt durch. Bollé ließ sich im Jahre 1878 endgültig in Zagreb nieder. Sogleich wurden ihm verschiedenste architektonische, kulturgesellschaftliche und pädagogische Projekte anvertraut. Nach dem Erdbeben von 1880 wurde er zum Hauptrestaurateur der sakralen und profanen Bauwerke der Stadt ernannt.
Er restaurierte und erbaute in Kroatien zahlreiche Objekte in den verschiedensten epochalen Stilen, das Museum für Kunst und Gewerbe, die Berufsbildende Schule und den Mirogoj-Friedhof. Im Geiste der Romantik erneuerte er die Kreuzgänge von Marija Bistrica, die Kathedrale von Zagreb, den Bischofssitz sowie die Kurie des Kapitols in Zagreb. Dazu gestaltete er die Griechisch-Katholische Kathedrale der Heiligsten Dreieinigkeit in Križevci (Kroatien) im neugotischen Stil.
Unter seinem Einfluss entstanden auch Bauten im Zagreber urbanen Leben, und er beeinflusste auch alle wichtigen Fragen der Zagreber Stadtbildgestaltung. Umfangreich ist die Zahl seiner Werke und Projekte in der angewandten Kunst, von Möbeln über Theaterkostüme und -inszenierungen bis hin zur Glaskunst, zu Schmuck, Geschirr, Beleuchtungen u. a.
Bemerkenswert ist Bollés kulturelles und pädagogisches Wirken. Er war aktives Mitglied der Kunstfreunde und einer der Gründer des Museums für Kunst und Gewerbe sowie der Berufsbildenden Schule, in deren Rahmen er auch die Schule für Bauwesen gründete, die er 32 Jahre leitete. Mit seinen Schülern nahm er auch an großen internationalen Ausstellungen teil (Triest 1882, Budapest 1885 und 1886, Paris 1900), wo er mehrere hohe Preise und Auszeichnungen erlangte. Trotz der Polemiken, die sich beim Betrachten seines Schaffens ergeben, hat Bollé zweifelsohne eine wichtige Rolle bei der Gestaltung des Stadtbilds von Zagreb in der zweiten Hälfte des 19. Jahrhunderts erlangt.
Bedeutend sind auch die Sommerresidenzen Bollés wie Višnjevac bei Mali Radenci in Syrmien auf der Syrmischen Lößebene unweit der Fruška Gora von 1905, sowie der Fišerov Salaš zwischen Ruma und Jarak. Während die Sommerresidenz Višnjevac als sogenannte pudarska kuča (dt. Hüterin des Weinberges) als Zentrum eines agronomischen Betriebes inmitten des syrmischen Lößplateaus weit ab von städtischen Siedlungen gebaut wurde, diente der Fišerov salaš (salaš  bedeutet Farm), als repräsentative Sommerresidenz primär der Erholung seiner Besitzer auf dem Land. Inmitten eines Parks mit seltenen exotischen Bäumen (u. a. Ginko) wurde das von Laubengängen umgebene Holzhaus mit einem für die Gegend ungewöhnlichen Rieddach errichtet. In Ruma selbst hat Bollé noch die Serbisch-Orthodoxe Kirche des Hl. Geistes, sowie insbesondere in dessen Inneren die monumentale Ikonostase konzipiert, deren Ikonen Uroš Predić fertigte. Daneben wurden noch zwei Familiengräber auf dem Rumaer Friedhof von Bollé konzipiert.

## Bilder

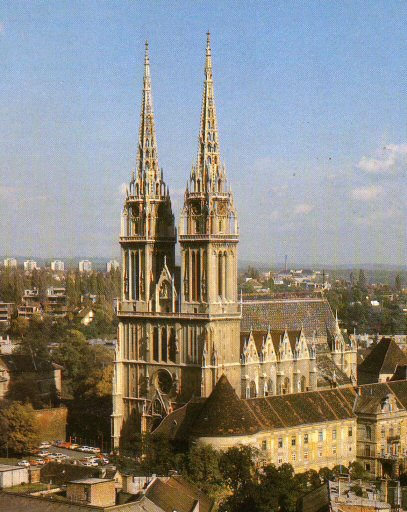
Kathedrale von Zagreb
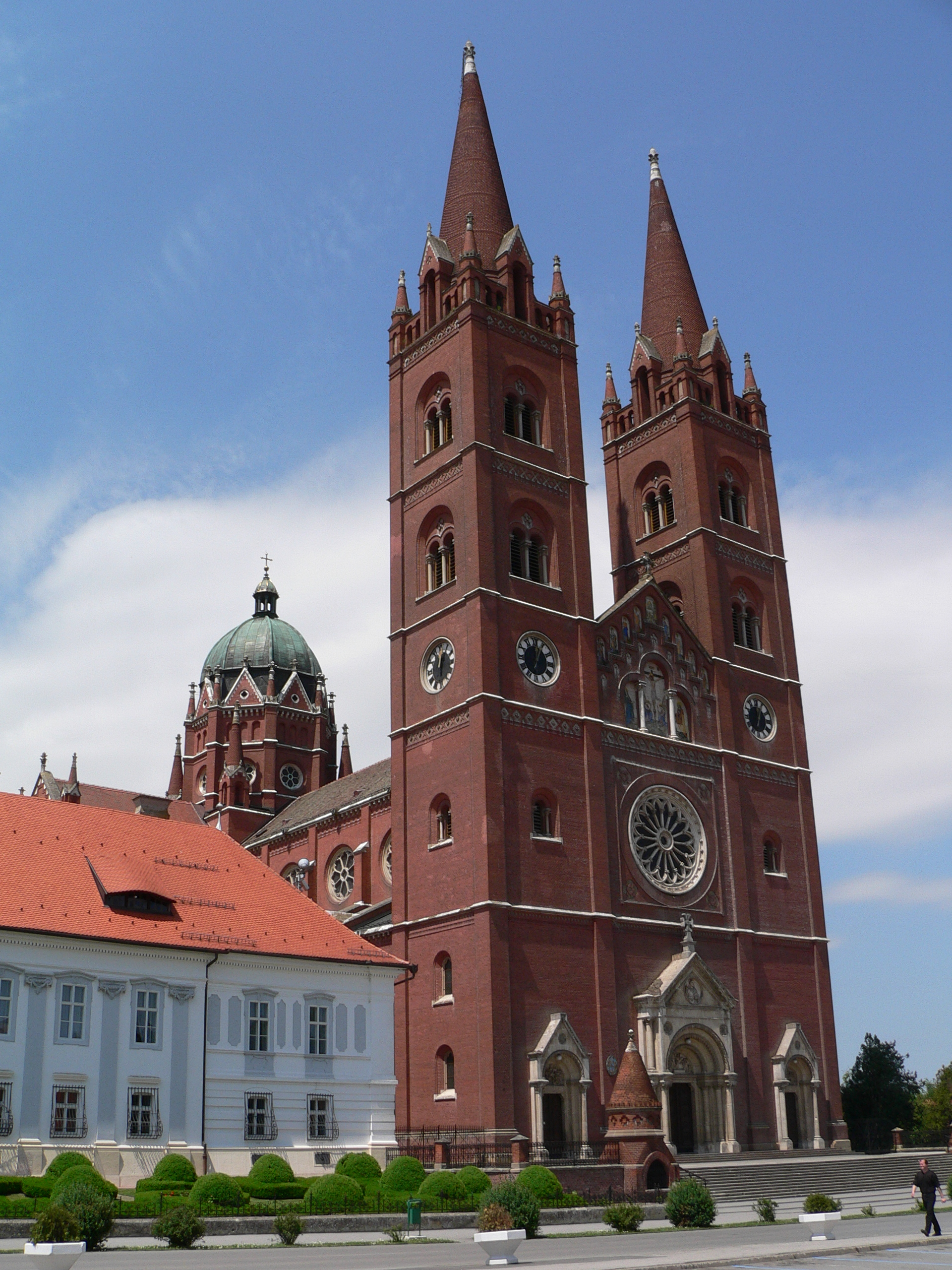
St. Peter in Đakovo
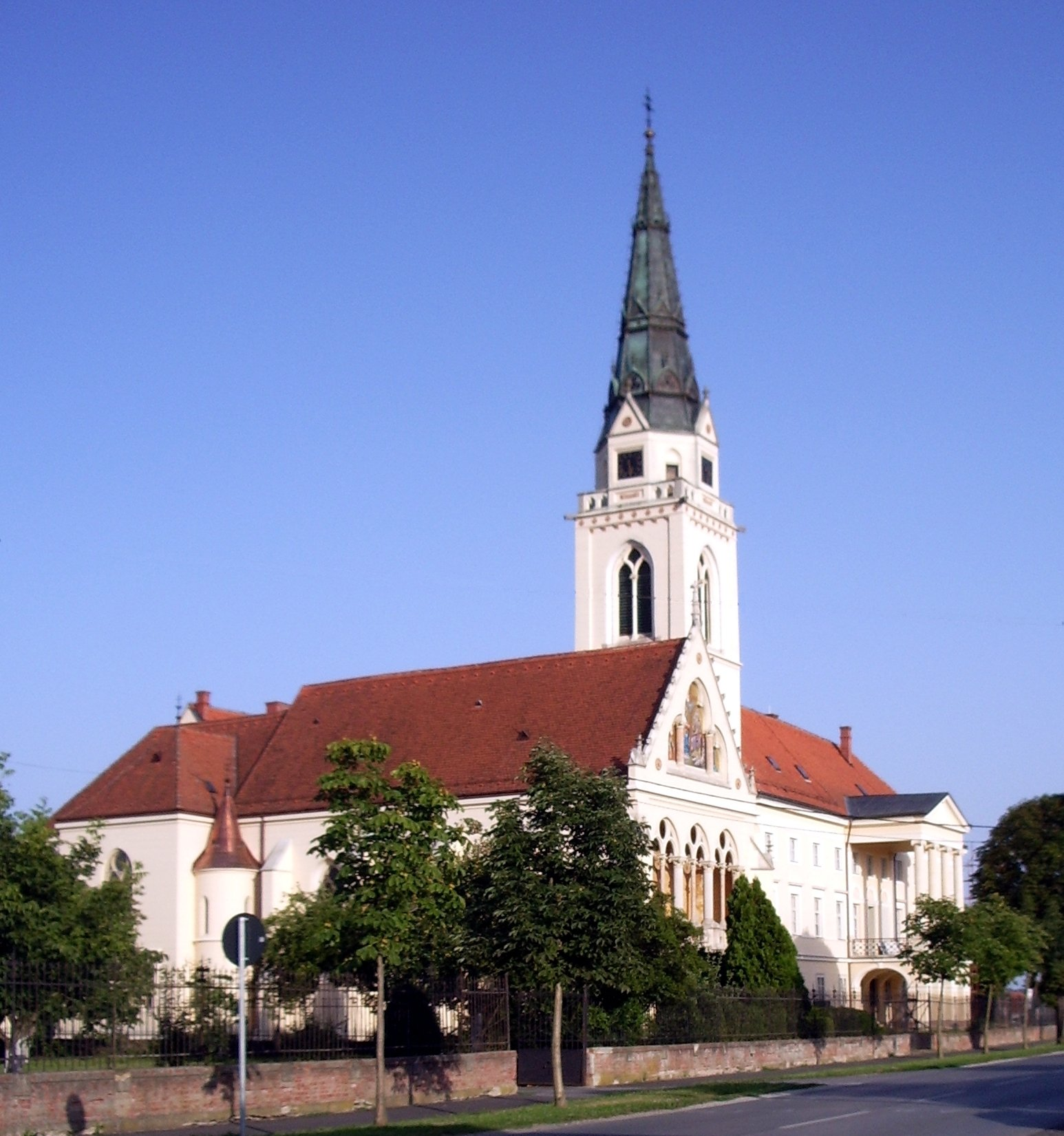
Griechisch-Katholische Kathedrale in Križevci
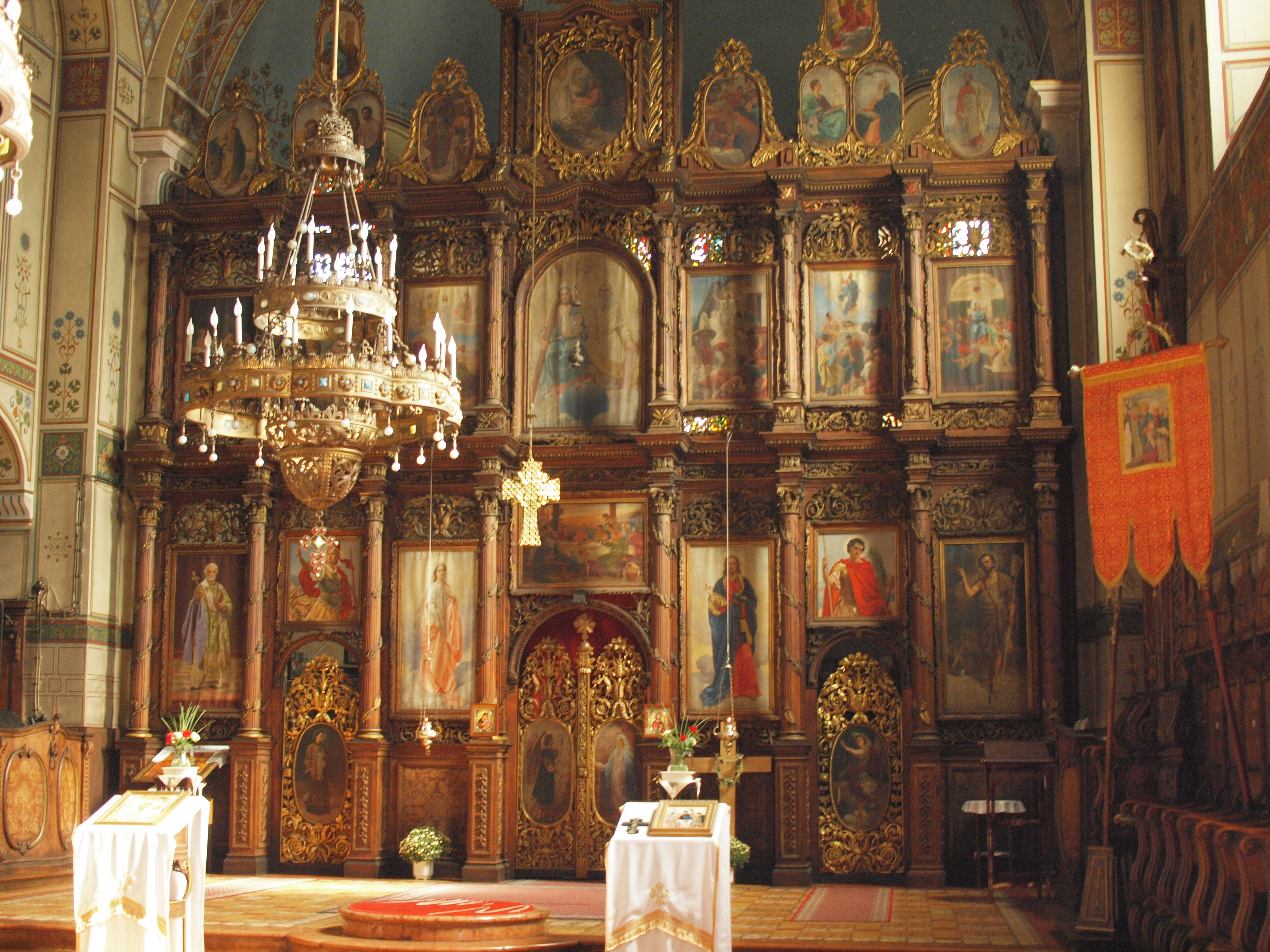
Ikonostase der Orthodoxen Kirche des Hl. Geistes in Ruma, 1905
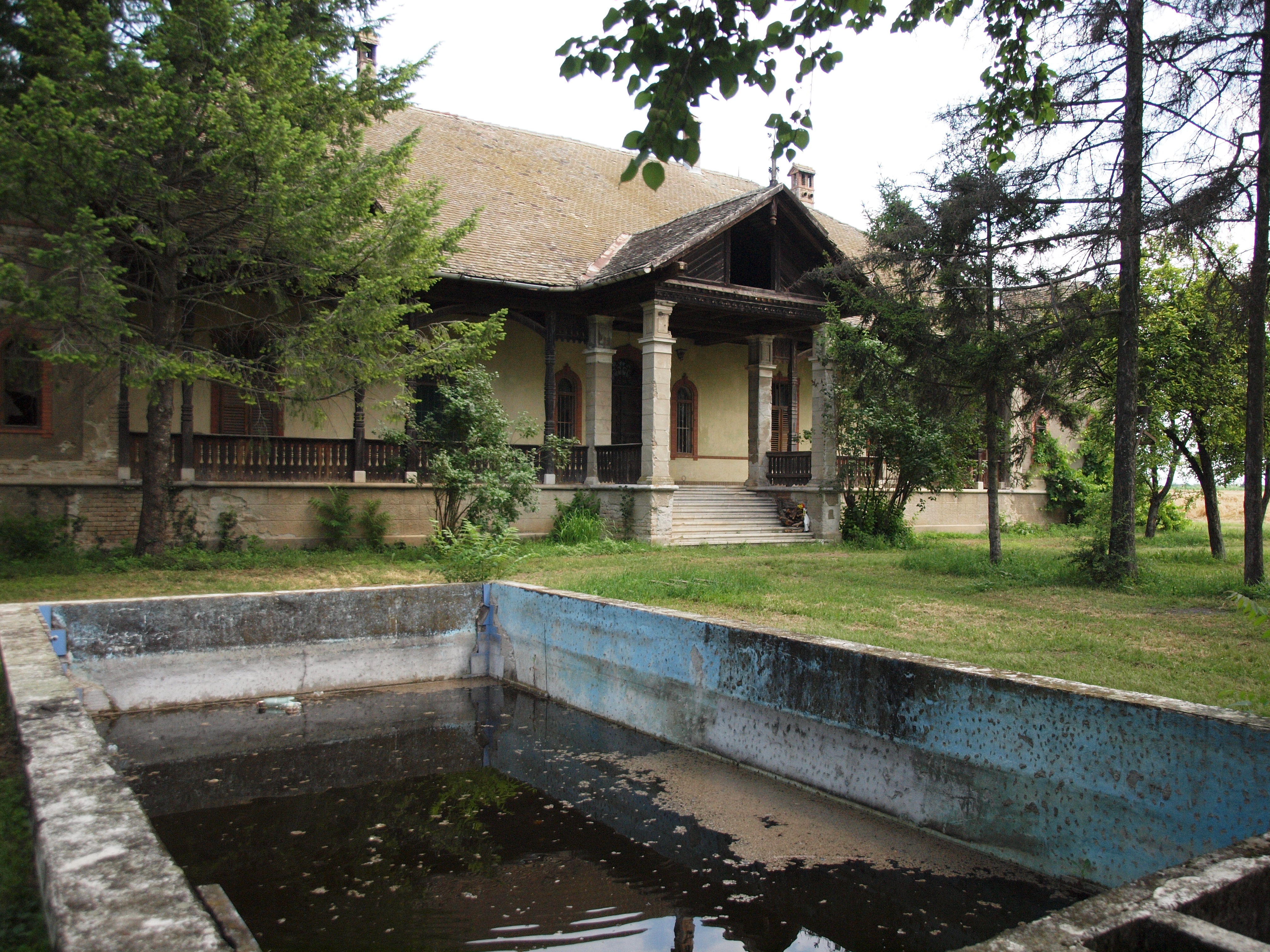
Sommerschloss Višnjevac im Norden des ehemaligen gräflichen Rumaer Salaš Erem bei Mali Radinici, 1903/4
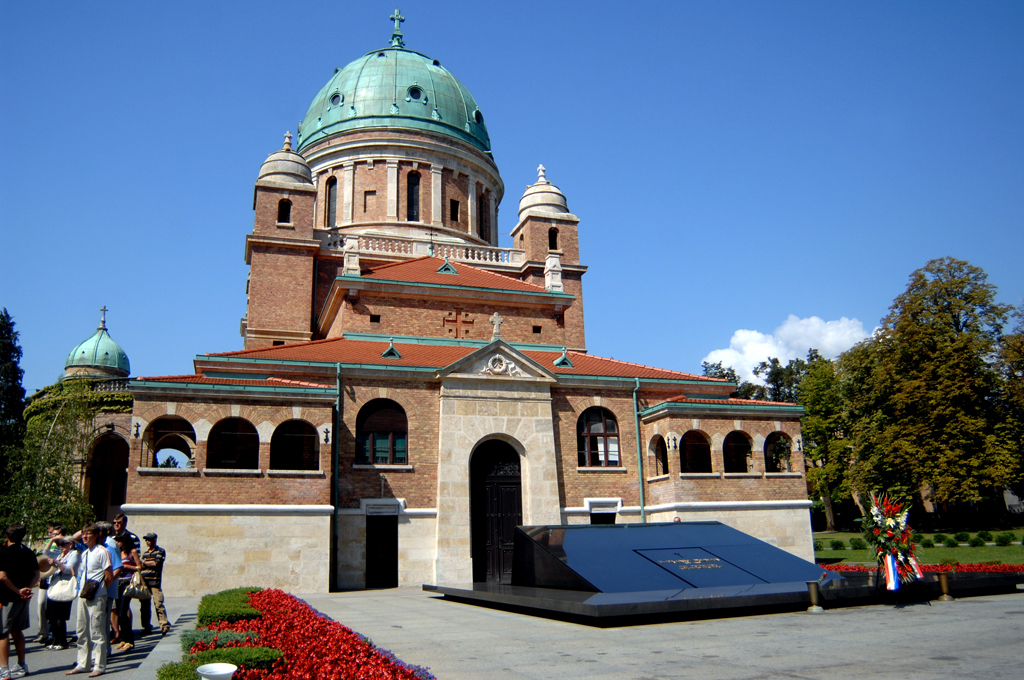
Eingang zum Mirogoj-Friedhof